# Terek (oraș)
Terek este un oraș cu 19.945 locuitori (2006) situat în Republica Cabardino-Balcară din sud-estul Rusiei. Orașul se află amplasat la marginea de nord a masivului Caucazul Mare, pe malul drept al râului Terek, la 60 de km de capitala republicii, orașul Nalcik.